# Lerato Moloi
Lerato Moloi là một người mẫu thời trang Nam Phi, vào năm 2009, đã trở thành gương mặt da đen đầu tiên của thương hiệu mỹ phẩm Elizabeth Arden. Ban đầu, Moloi có hứng thú với tâm lý học, nhưng sau khi đến thăm một công ty người mẫu với mẹ và em gái, cô bắt đầu thích làm người mẫu. Sự nghiệp người mẫu của cô chính thức bắt đầu từ năm 17 tuổi và buổi chụp hình chuyên nghiệp đầu tiên của cô là cho Tạp chí Elle.
Tranh cãi nổ ra vào năm 2000 khi một công ty người mẫu ở New York nói với Lerato Moloi rằng cô cần giảm cân trước khi làm người mẫu. Vụ việc đã gây ra cuộc tranh luận quốc tế về việc sử dụng những người mẫu thiếu cân trong ngành thời trang. Lerato Moloi nói với BBC News, "Các cô gái trẻ ở Châu Phi ngày càng quan tâm đến việc gầy - chúng ta càng tiếp xúc nhiều với truyền thông phương Tây - chúng ta càng mua nhiều hơn". Năm 2002, cô tham gia cuộc thi M-Net Face of Africa và trở thành một trong các thí sinh vào chung kết.
Lerato Moloi gần đây đã làm người mẫu cho dòng sản phẩm chăm sóc da "Eight Hour Cream" của Elizabeth Arden. Là gương mặt đen đầu tiên của Elizabeth Arden, Lerato Moloi đã tuyên bố rằng cô muốn xua tan huyền thoại rằng việc chống tia cực tím không cần thiết cho phụ nữ da màu.
Moloi đã kết hôn với Sibusiso Hlatshwayo, bạn trai lâu năm của cô từ thời trung học một năm trước khi họ ly hôn vào năm 2011. Cô có hai con với chồng, tên người con lớn nhất là Keoriverse.